# Jurij Kuszniruk
Jurij Kuszniruk (ur. 6 grudnia 1994) – ukraiński lekkoatleta specjalizujący się w rzucie oszczepem.
W 2010 zwyciężył w kwalifikacjach kontynentalnych i dzięki temu w sierpniu wystartował w igrzyskach olimpijskich młodzieży zajmując w tej imprezie drugie miejsce w finale B. Na czwartej pozycji zakończył udział w mistrzostwach świata juniorów młodszych (2011) – kilka tygodni po tej imprezie z wynikiem 83,42 zwyciężył na europejskim festiwalu młodzieży ustanawiając oszczepem o wadze 700 gramów nowy rekord Europy w kategorii juniorów młodszych. Poprzedni rekord w tej kategorii wiekowej wynosił 83,02 i od 2009 należał do Rosjanina Walerija Iordana. Medalista mistrzostw Ukrainy oraz reprezentant kraju w meczach międzypaństwowych. 
Rekordy życiowe: oszczep o wadze 800 gramów – 75,05 (14 czerwca 2012, Jałta); oszczep o wadze 700 gramów – 83,42 (29 lipca 2011, Trabzon), jest to rekord Europy juniorów młodszych. 

## Osiągnięcia
| Rok  | Impreza                                        | Miejsce         | Lokata                | Wynik |
| ---- | ---------------------------------------------- | --------------- | --------------------- | ----- |
| 2010 | Kwalifikacje do igrzysk olimpijskich młodzieży | Moskwa          | 1. miejsce            | 70,06 |
| 2010 | Igrzyska olimpijskie młodzieży                 | Singapur        | 2. miejsce w finale B | 70,94 |
| 2011 | Mistrzostwa świata juniorów młodszych          | Lille Metropole | 4. miejsce            | 77,10 |
| 2011 | Letni festiwal młodzieży Europy                | Trabzon         | 1. miejsce            | 83,42 |
| 2012 | Mistrzostwa świata juniorów                    | Barcelona       | 9. miejsce            | 69,19 |